# Swing država
Swing država (također poznata kao ljubičasta država) u politici Sjedinjenih Američkih Država svaka je savezna država koju bi razumno mogao osvojiti ili demokratski ili republikanski kandidat na državnim izborima, najčešće se odnosi na predsjedničke izbore, zbog promjene broja glasova. Ove su države obično na meti kampanja obje velike stranke, osobito na konkurentnim izborima. U međuvremenu, države koje redovito naginju jednoj stranci poznate su kao „sigurne države” (ili točnije kao „crvene države” (republikanci) i „plave države” (demokrati) ovisno o stranačkoj sklonosti), jer se općenito pretpostavlja da jedan kandidat ima bazu potpore iz koje se može izvući dovoljan udio biračkog tijela bez značajnih ulaganja ili truda u kampanji.
Zbog metode „pobjednik uzima sve” koju većina država koristi za određivanje svojih predsjedničkih birača, kandidati često vode kampanju samo u swing državama, zbog čega odabrana skupina država često prima većinu oglasa i posjeta kandidata.
Države u kojima su (ili su bili) na vagi predsjednički izbori mogu se mijenjati od izbora do izbora. Za predsjedničke izbore u SAD-u 2024. sljedećih sedam država smatralo se swing državama (broj elektora u zagradama): 
- Arizona (11)
- Georgia (16)
- Michigan (15)
- Nevada (6)
- Sjeverna Karolina (16)
- Pennsylvania (19)
- Wisconsin (10)